# Jessica Hull
Jessica Hull (Albion Park, 22 ottobre 1996) è una mezzofondista australiana.

## Record nazionali
Seniores
- 1000 m piani: 2'30"96 ( Monaco, 11 luglio 2025)
- 1500 m piani indoor: 4'04"14 ( Boston, 25 gennaio 2020)
- Miglio: 4'13"68 ( Londra, 19 luglio 2025)
- Miglio indoor: 4'24"06 ( New York, 29 gennaio 2022)
- 2000 m piani: 5'19"70 ( Monaco, 12 luglio 2024)
- 3000 m piani: 8'31"81 ( Sydney, 11 marzo 2023)
- 3000 m piani indoor: 8'24"39 ( Glasgow, 2 marzo 2024)
- 5000 m piani: 14'43"80 ( Monaco, 14 agosto 2020)

## Palmarès
| Anno | Manifestazione           | Sede       | Evento          | Risultato  | Prestazione | Note                          |
| ---- | ------------------------ | ---------- | --------------- | ---------- | ----------- | ----------------------------- |
| 2014 | Mondiali U20             | Eugene     | 3000 m piani    | 7ª         | 9'08"85     | Miglior prestazione personale |
| 2015 | Mondiali di cross        | Guiyang    | Corsa U20       | 69ª        | 23'11"      | [ 1 ]                         |
| 2015 | Mondiali di cross        | Guiyang    | Squadre U20     | 12ª        | 232 pt      |                               |
| 2019 | Mondiali                 | Doha       | 1500 m piani    | Semifinale | 4'01"80     | Miglior prestazione personale |
| 2021 | Olimpiadi                | Tokyo      | 1500 m piani    | 11ª        | 4'02"63     | [ 2 ]                         |
| 2022 | Mondiali indoor          | Belgrado   | 3000 m piani    | 6ª         | 8'44"97     | [ 3 ]                         |
| 2022 | Mondiali                 | Eugene     | 1500 m piani    | 7ª         | 4'01"82     | [ 4 ]                         |
| 2022 | Giochi del Commonwealth  | Birmingham | 1500 m piani    | 8ª         | 4'07"31     |                               |
| 2023 | Mondiali di cross        | Bathurst   | Staffetta mista | Bronzo     | 23'26"      |                               |
| 2023 | Mondiali                 | Budapest   | 1500 m piani    | 7ª         | 3'59"54     |                               |
| 2023 | Mondiali                 | Budapest   | 5000 m piani    | Batteria   | 15'15"89    |                               |
| 2023 | Mondiali corsa su strada | Riga       | Miglio          | 5ª         | 4'32"45     | Miglior prestazione personale |
| 2024 | Mondiali indoor          | Glasgow    | 3000 m piani    | 4ª         | 8'24"39     | Record oceaniano              |
| 2024 | Giochi olimpici          | Parigi     | 1500 m piani    | Argento    | 3'52"56     |                               |
| 2025 | Mondiali indoor          | Nanchino   | 3000 m piani    | Bronzo     | 8'38"28     |                               |

## Altre competizioni internazionali
2019
- 5ª al Birmingham Gran Prix ( Birmingham), miglio - 4'24"93

2020
- 5ª al Bauhaus-Galan ( Stoccolma), 1500 m piani - 4'02"65
- 10ª al Doha Diamond League ( Doha), 3000 m piani - 8'36"03

2021
- 11ª al Prefontaine Classic ( Eugene), 1500 m piani - 4'05"33

2022
- Bronzo al Doha Diamond League ( Doha), 3000 m piani - 8'40"97
- Argento al Müller Birmingham Diamond League ( Birmingham), 1500 m piani - 4'03"42
- 5ª ai Prefontaine Classic ( Eugene), 1500 m piani - 3'59"31
- 8ª al Herculis ( Monaco), 1500 m piani - 4'01"73
- 11ª all'Athletissima ( Losanna), 3000 m piani - 8'41"52
- 12ª al Memorial Van Damme ( Bruxelles), 1500 m piani - 4'07"20

2023
- 5ª all'Herculis ( Monaco), miglio - 4'15"34
- Bronzo ai Bislett Games ( Oslo), miglio - 4'18"24
- 4ª al Doha Diamond League ( Doha), 1500 m piani - 4'00"90
- Bronzo al Golden Gala ( Firenze), 1500 m piani - 3'57"29

2024
- Argento al Doha Diamond League ( Doha), 1500 m piani - 4'00"84
- Argento al Prefontaine Classic ( Eugene), 1500 m piani - 3'55"97
- Bronzo ai Bislett Games ( Oslo), 3000 m piani - 8'25"82
- Argento al Meeting de Paris ( Parigi), 1500 m piani - 3'50"83
- Oro all'Herculis ( Monaco), 2000 m piani - 5'19"70
- Bronzo al Memorial Van Damme ( Bruxelles), 1500 m piani - 3'56"99

2025
- Bronzo al Prefontaine Classic ( Eugene), 1500 m piani - 3'52"67
- Oro all'Herculis ( Monaco), 1000 m piani - 2'30"96
- Argento al London Athletics Meet ( Londra), miglio - 4'13"68

## Campionati nazionali
- 2 volte campionessa nazionale australiana dei 5000 m piani (2022, 2023)
- 1 volta campionessa nazionale australiana dei 1500 m piani (2023)

2022
- Oro ai campionati australiani (Sydney), 5000 m piani - 15'06"13

2023
- Oro ai campionati australiani (Brisbane), 1500 m piani - 4'04"19
- Oro ai campionati australiani (Brisbane), 5000 m piani - 15'05"87